# Sei contento/L'uomo e la donna
Sei contento/L'uomo e la donna è un singolo discografico del 1966 di Jonathan & Michelle.

## Descrizione
I due brani, di genere folk-beat sono stati arrangiati da Alceo Guatelli e furono registrati, insieme ai due del successivo 45 giri, nella stessa seduta di registrazione.
L'uomo e la donna è una cover non dichiarata (poiché non sono citati sull'etichetta gli autori originali) di Dona Dona, con il testo italiano che non rispetta il significato dell'originale, mentre la musica è firmata da Alceo Guatelli che si firma A. Dunnio.
Uno dei due autori del testo di Sei contento è Vito Pallavicini, che usa lo pseudonimo Calimero; il brano venne reinciso nello stesso anno da Gidiuli nel 45 giri Grazie/Sei contenta (che finisca).
Entrambi i brani furono inseriti l'anno successivo nell'album dei due artisti, Jonathan & Michelle.

## Tracce
Lato A
1. Sei contento (Cover di I Got You Babe[7]) (testo: Calimero e Gian Pieretti – musica: Sonny Bono)

Lato B
1. L'uomo e la donna (Cover non dichiarata di Dona Dona) (testo: Luciano Beretta – musica: A. Dunnio)